# Trilophidia cristella
Trilophidia cristella är en insektsart som först beskrevs av Carl Stål 1861.  Trilophidia cristella ingår i släktet Trilophidia och familjen gräshoppor. Inga underarter finns listade i Catalogue of Life.